# Ammotretis macrolepis
Ammotretis macrolepis  (лат.) — вид лучепёрых рыб семейства ромбосолеевых. Глаза расположены на правой стороне тела. Жаберные перепонки сросшиеся. Спинной плавник начинается перед глазами на слепой стороне тела на рыле, и тянется до хвостового стебля. Отсутствуют радиалии грудных плавников. Брюшные плавники асимметричные. На глазной стороне брюшной плавник соединяется с анальным плавником. Боковая линия хорошо развита на обеих сторонах тела. Морские донные рыбы. Икринки с многочисленными жировыми каплями. 

## Описание
Тело высокое, сильно сжато с боков, умеренной длины. Высота тела составляет 46—57 % стандартной длины тела. Чешуя очень мелкая, плотно сидящая, ктеноидная на обеих сторонах тела. Боковая линия хорошо развита на обеих сторонах тела, почти прямая; оканчивается на голове. Голова небольшая. Маленькие глаза расположены на правой стороне тела, разделены небольшим промежутком. Окончание рыла вытянуто в крючковидный отросток, загнутый вниз перед ртом. Рот маленький, косой. Зубы мелкие, расположены на обеих челюстях узкой полосой. Спинной плавник с 79—90 мягкими лучами, начинается на окончании рыла и тянется до хвостового стебля; передние лучи не удлинённые. В длинном анальном плавнике 51—59 мягких лучей. Хвостовой плавник с 14 лучами, закруглённый. Спинной и анальный плавники не соединяются с хвостовым. Грудные плавники одинаковые по размерам и форме на обеих сторонах тела; на правой стороне тела лучи лишь немного длиннее, чем на левой стороне тела. Брюшной плавник на глазной стороне тела с длинным основанием и 12 лучами, соединён мембраной с анальным плавником; на слепой стороне основание плавника короткое, в нём 5 лучей. Самый мелкий представитель рода, максимальная длина тела 10 см.
Глазная сторона тела розоватого цвета с многочисленными маленькими тёмно-серыми пятнами (глазообразные пятна с бледным краевым кольцом) на голове и теле. В некоторых случаях крупные особи покрыты более тёмными пятнами. Плавники усеяны тёмно-серыми точками. Слепая сторона тела беловатая.

## Ареал и места обитания
Распространены в прибрежных водах юга Австралии от острова  Флиндерс (Бассов пролив) до восточной части Большого Австралийского залива. Морские донные рыбы. Обитают в заливах и прибрежных водах над песчаными грунтами на глубинах от 40 до 80 м.